# Гвидир, Рикард
Майор Рикард Даниэль Гвидир (англ. Rickard Daniel Gwydir) (7 ноября 1845 — 7 ноября 1925) — американский солдат Конфедерации, индейский агент. Один из осваивающих территорию штата Вашингтон.

## Биография
Рикард Гвидир родился в Калькутте в семье Ричарда Маккенны Гвидира, протестантского ирландского солдата британской армии, и Джейн Пендибл, также ирландки. Его отец умер от холеры, когда ему было два года, и его мать отвезла его в Соединенное Королевство Великобритании и Ирландии, а затем в нью-йорский Бруклин, прежде чем он поселился в Кентукки в 1850-х годах. К тому времени она снова вышла замуж за Дэниела Раттла.
В 1861 году, в возрасте 16 лет, Гвидир зачислен в армию конфедератов.
После Гражданской войны в США Гвидир работал на своего отчима в компании по упаковке свинины, прежде чем начать свою долгую карьеру на государственной службе.
В 1886 году президент Гровер Кливленд назначил Гвидира индейским агентом в резервации Колвилл на северо-востоке Вашингтона. Он начал свою жизнь как переселенец, дипломат, администратор и ценитель индейской и переселенческой жизни. В 1889 году он занимался разведкой золота и ее добычей.
В 1901 году Рикард Гвидир поселился в Спокане и стал там видным жителем и уважаемым государственным служащим.
Гвидир оставил мемуары о своем пограничном опыте, в которых он записал устные истории как поселенцев, так и индейцев.
Рикард Гвидир умер 7 ноября 1925 года и похоронен в Мемориальном парке Риверсайд в Спокане, штат Вашингтон.